# Gila atraria
Gila atraria (Girard, 1856) è una specie di pesce osseo facente parte della famiglia dei Ciprinidi, presente nella parte occidentale dell'America del Nord, 

## Distribuzione e habitat
Vive in particolare nel sistema idrografico e nell'alto corso del fiume Snake, tra Wyoming e Idaho, nel bacino del Lago Bonneville, nel sud-est dell'Idaho e dello Utah.